# Rodea the Sky Soldier
Rodea the Sky Soldier (天空の機士ロデア / ロデア・ザ・スカイソルジャー?, Tenkuu no Kishi Rodea / Rodea Za Sukaisorujā) è un videogioco d'avventura del 2015 sviluppato da PROPE per Wii. Convertito per Wii U e Nintendo 3DS, il gioco è stato distribuito da NIS America.